# Jüdisches Museum Worms

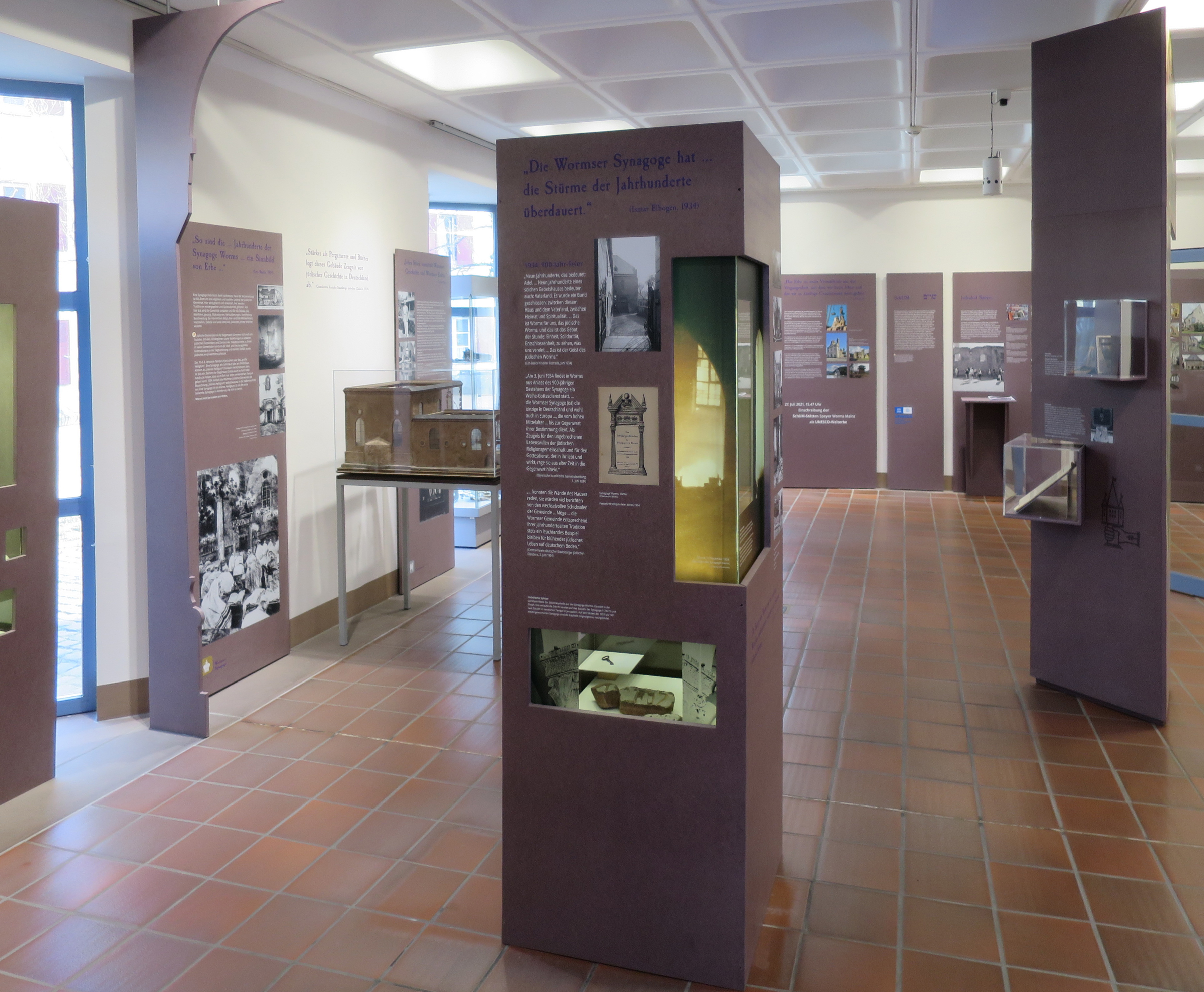
Ausstellung im Erdgeschoss

Das Jüdische Museum Worms befasst sich mit der Geschichte der Juden in Worms und den anderen SchUM-Städten. Träger des Museums ist die Stadt Worms.

## Vorgeschichte
Seit der Mitte des 19. Jahrhunderts wuchs innerhalb der traditionsreichen Jüdischen Gemeinde das Interesse an und das Verständnis für die eigene Geschichte und ihre materiellen Hinterlassenschaften. Seit bald nach 1900 wurden Judaica in der sogenannten Raschi-Kapelle an der Synagoge ausgestellt, Forschungen zur Geschichte der Gemeinde erschienen. Nach einigen Anläufen gründete der Vorstand der Jüdischen Gemeinde Worms 1912 eine Kommission, die ein kleines jüdisches Museum im Obergeschoss des Vorbaus der Wormser Synagoge planen sollte. Der Erste Weltkrieg verhinderte die Verwirklichung. Erst Isidor Kiefer gelang es 1924 diese Planung umzusetzen. Die Ausstellung zeigte vor allem Judaica. Kiefer erweiterte sie schließlich auf die Raschi-Jeschiwa, einen Anbau an die Synagoge. Auch der Wormser Machsor war hier zu sehen. Kiefer dokumentierte die Sammlung des Museums, bevor sie im Novemberpogrom 1938 weitgehend zerstört wurde. Er nahm diese Dokumentation mit, als er 1933 emigrierte. So blieb sie erhalten.
Beim Neubau des Raschi-Hauses 1982 – es beherbergt im Wesentlichen das Stadtarchiv Worms – wurden im Erd- und Kellergeschoss Ausstellungsräume geschaffen, um die jüdische Geschichte von Worms darzustellen. Die Dauerausstellung zeigte Modelle, Urkunden, Pläne, Fotografien und Kultobjekte zur Geschichte jüdischen Lebens in der Stadt seit den Anfängen im Hochmittelalter bis zur Vernichtung der jüdischen Gemeinde im Nationalsozialismus. Hin und wieder wurden Sonderausstellungen gezeigt.

## Ausstellung

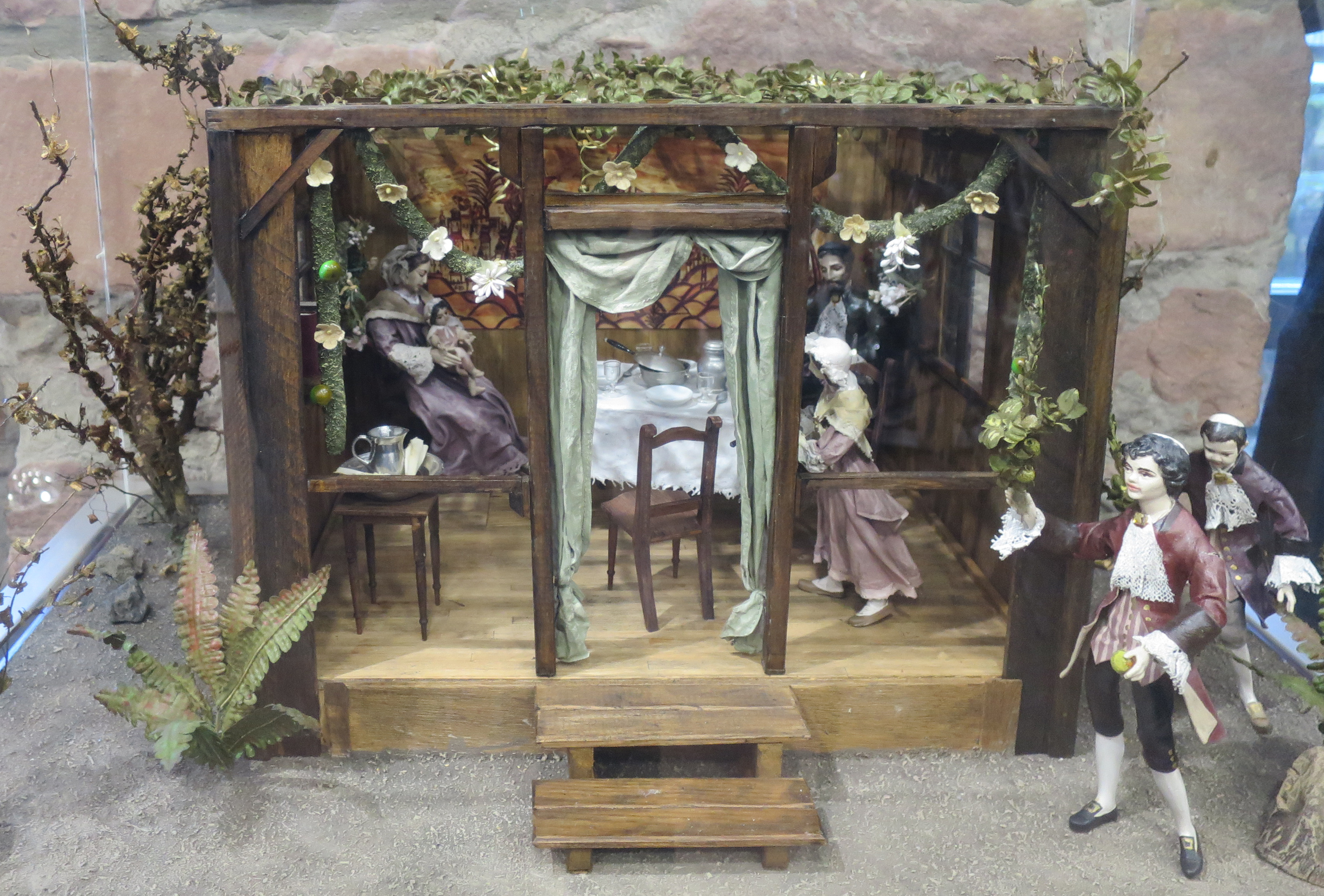
Modell einer Laube zum Laubhüttenfest

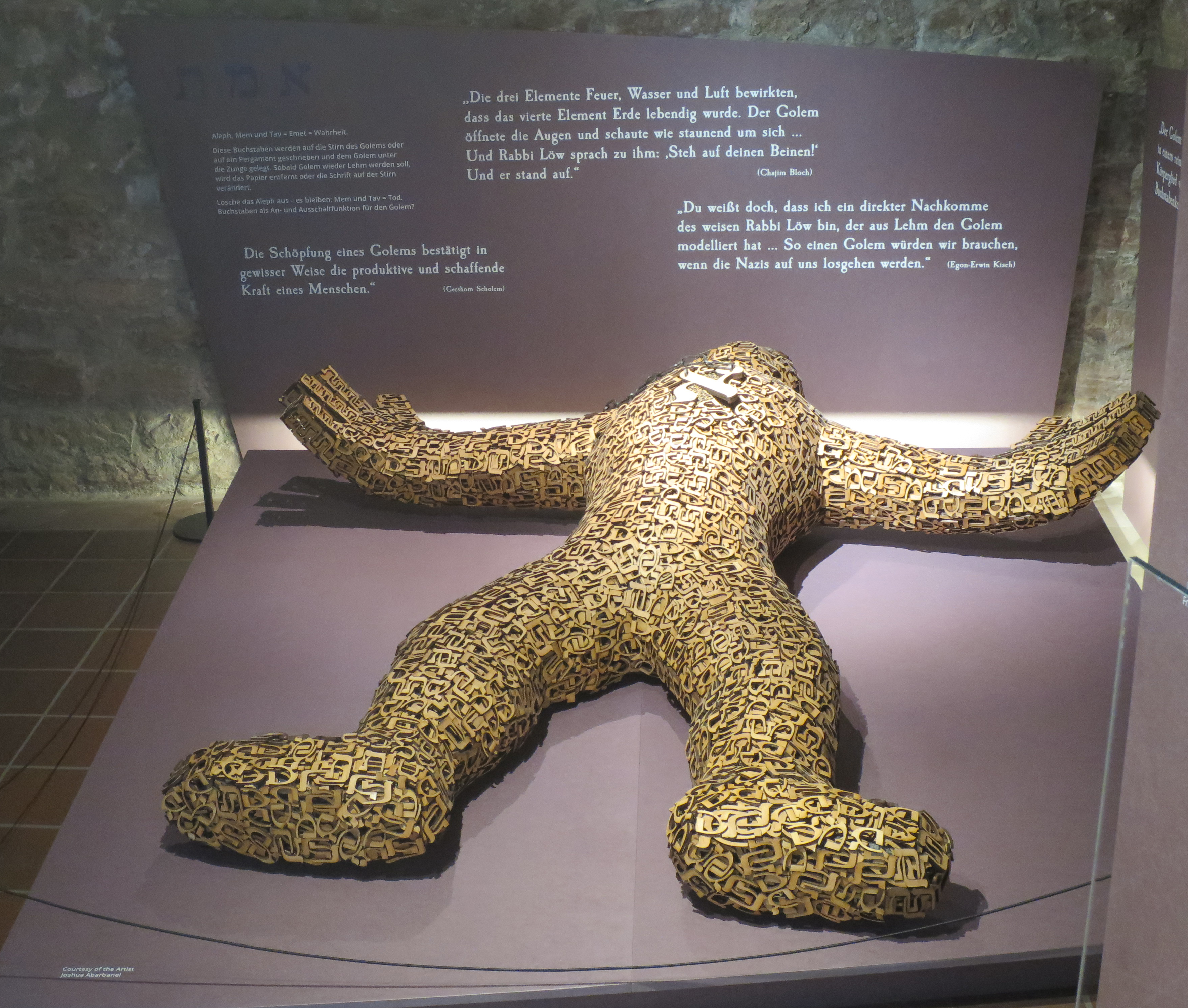
Figur des Golem

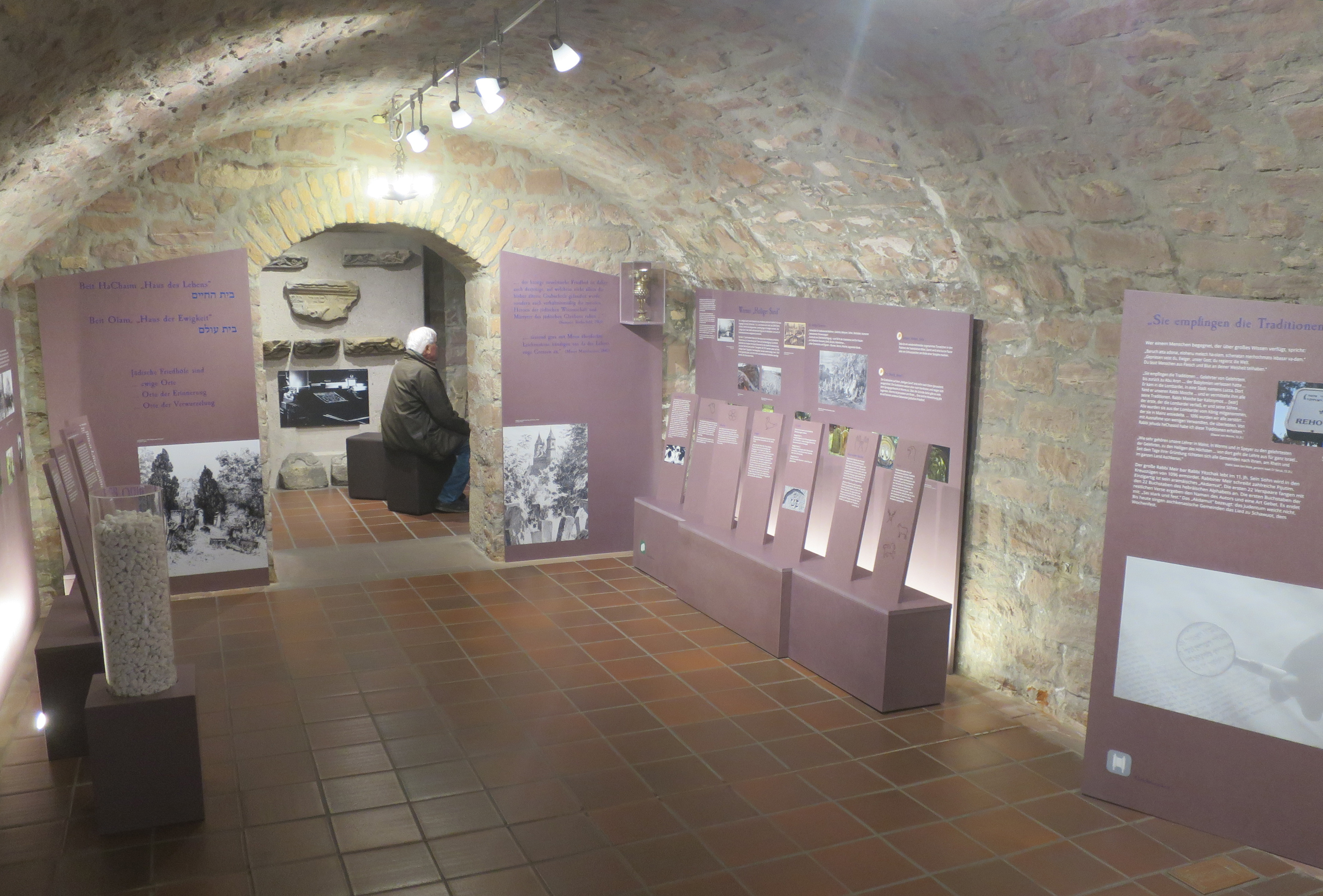
Ausstellungsraum im Kellergeschoss im mittelalterlichen Gewölbe

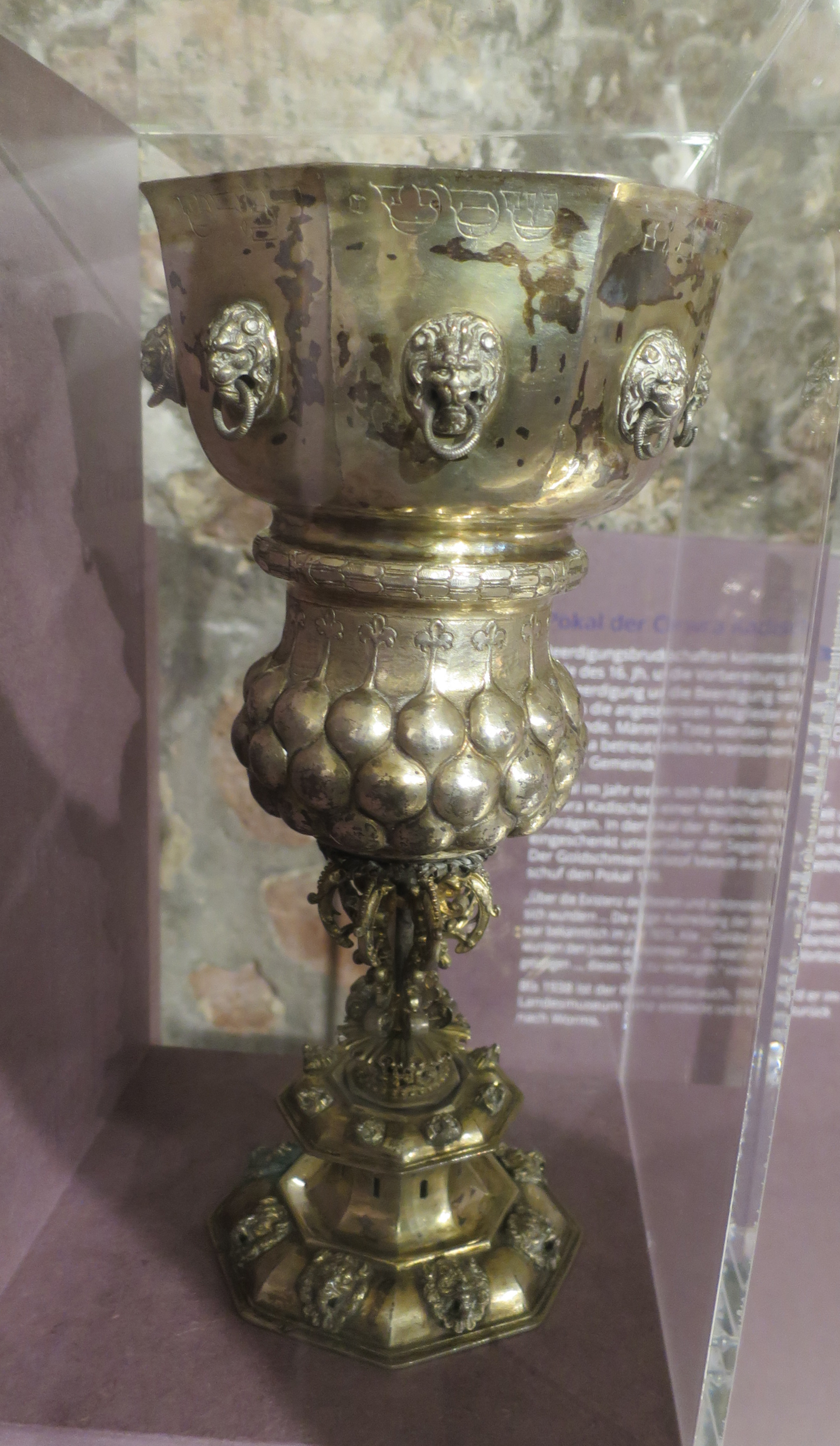
Pokal der Chewra Kadischa (Beerdigungsbruderschaft).

2020 wurde diese Dauerausstellung geschlossen und in den alten Räumen neu gestaltet, weil sich die SchUM-Stätten von Speyer, Worms und Mainz im Bewerbungsprozess um den Welterbe-Titel der UNESCO befanden, den sie ein Jahr später auch erhielten. Der inhaltliche Schwerpunkt der Ausstellung hat sich so auch zu diesem Aspekt hin verschoben. Die Ausstellung zeigt auf 158 m² in vier Räumen fast 1000 Jahre Geschichte.
Die in der Dauerausstellung präsentierte Sammlung zeigt gerettete Stücke der Vorkriegssammlung, Fotografien und Dokumente aus dem Stadtarchiv sowie geschenkte Objekte von aus Worms stammenden Juden. Die Ausstellung gliedert sich in Themeninseln:
- Erdgeschoss – das Eingangstor ist einer stark vergrößerten Schmuckseite des Wormser Machsor entnommen, die einzelnen Stationen sind teils mit Audio-, teils mit Videostationen ausgestattet.
  - Welterbe SchUM
  - Das ehemalige jüdische Museum (1924–1938)
  - Die Wormser Synagoge
  - Frauen
  - Mikwe
  - Shoah
  - Modelle: Wormser Synagoge um 1620, Jüdische Familie am Sederabend, jüdische Hochzeit in Worms im 18. Jahrhundert, Laubhüttenfest[13]
- Kellergeschoss – die teils mittelalterlichen Gewölbe enthalten bauliche Reste des ursprünglichen Gemeindehauses der jüdischen Gemeinde.
  - Figur des Golem, dessen älteste erhaltene Belege aus Worms stammen (Eingangsraum).
  - jüdische Gelehrsamkeit
  - Der Silber-Pokal der Chewra Kadischa (Beerdigungsbruderschaft) von 1609, der in Frankenthal gefertigt wurde. Er ist 29 cm hoch und das älteste noch erhaltene Kultgerät aus der Wormser Gemeinde, das bekannt ist.[14]
  - Einflussbereich der SchUM-Gemeinden und der Taqqanot Qehillot Šum
  - die jüdischen Friedhöfe von Worms und Mainz
  - Geschichte des Raschi-Hauses
  - jüdische Orte – die Topografie der Judengasse in Worms
  - Nachrichten aus den SchUM-Städten ab 1104 – präsentiert von Petra Gerster[15]

## Besucherzentrum
Das Jüdische Museum Worms erfüllt seit der Aufnahme der SchUM-Städte in das Welterbe der UNESCO auch die Funktion eines Besucherzentrums – zumindest so lange, bis das geplante Welterbe-Informationszentrum für Worms noch nicht errichtet ist.